# عنترة (الحديدة)

تعديل مصدري - تعديل

عنتره هي إحدى قرى مديرية برع، التابعة لمحافظة الحديدة اليمنية، بلغ تعداد سكانها 2926 نسمة حسب الإحصاء الذي أجري عام 2004.